# SDGs MAGAZINE
SDGs MAGAZINE（SDGsマガジン）は、ニッポン放送が2020年春期から放送しているラジオの情報番組である。

## 概要
ニッポン放送は、「SDGsメディア・コンパクト」に日本の報道機関19社目として加盟し、2020年春期からサニーサイドアップをコラボレーションパートナーとして「SDGsを分かりやすく」をキャッチフレーズにして「SDGsを啓蒙」するため、WEBマガジンを展開するとともに『SDGs MAGAZINE』を放送している。
当初は剛力彩芽をパーソナリティとして、毎月1回放送した。番組タイトルは最初の2回のみ『なるほどSDGs〜10年後の未来へ〜』としたが、2022年6月分からWEBマガジンと統一した。ナイターイン編成の4月から9月は、おもにプロ野球中継の雨傘番組枠や、祝日の日中の「ホリデースペシャル」枠などで放送した。ナイターオフ編成の10月から次年3月は、金曜20時台の「SPECIAL BOX」枠でNRN全国ネット番組として放送した。
2022年4月から2代目パーソナリティに新内眞衣を起用する。2022年から、日曜日のプロ野球中継が注目カードのみに縮小されたことを機に、日曜19時台の「SPECIAL BOX」枠に放送時間を固定して毎月1回放送した。
2022年10月の改編で放送時間を毎週日曜日午後へ移動し、週1回のレギュラー番組として放送する。新内は日曜日正午から生放送の『土田晃之 日曜のへそ』でアシスタントを務めており、第1部と第2部のフロート番組として連続出演となる。
2025年4月の改編で『土田晃之 日曜のへそ』内のコーナーとして、土田晃之と内田雄基 (ニッポン放送アナウンサー) を迎え、生放送で放送を開始した。

## パーソナリティ
- 新内眞衣（2022年4月10日 - ）

### 過去
- 剛力彩芽（2020年3月28日 - 2022年3月18日）

## 放送時間
- 毎週日曜日 14:10 - 14:30（2022年10月2日 - 、ニッポン放送ローカル）
  - 前述のように完全に『日曜のへそ』の一コーナーとなった2025年4月6日以降は放送時間が前後する場合あり。

特別編成に伴う休止・時間変更
レギュラー番組化以降のみ記載。
- 2022年
  - 10月9日 - 『ショウアップナイタースペシャル セ・リーグクライマックスシリーズ ファーストステージ DeNA×阪神 第2戦』が編成されたため休止。
  - 10月23日・12月25日 - ニッポン放送スペシャルウィークに伴う特別編成に伴い、『日曜のへそ』を中断なしで放送したため休止。
- 2023年
  - 1月1日 - 元旦特番として『生放送! AIくんと仲良くする方法』（14:00 - 15:00）が編成されたため休止。
  - 2月19日 - 『オールナイトニッポン55周年記念 オールナイトニッポン55時間スペシャル』の一環として、『くりぃむしちゅーのオールナイトニッポン』（13:00 - 15:00）が編成されたため休止。
  - 4月2日 - 『ショウアップナイタースペシャル セ・リーグ開幕カード 巨人×中日』が編成されたため休止。
  - 4月23日・9月3日・10月22日[3]・12月17日 - ニッポン放送スペシャルウィークに伴う特別編成に伴い、『日曜のへそ』を中断なしで放送したため休止。
  - 6月18日 - 『ショウアップナイタースペシャル セ・パ交流戦 DeNA×ロッテ』が編成されたため休止。
  - 10月15日 - 『ショウアップナイタースペシャル セ・リーグクライマックスシリーズ ファーストステージ 広島×DeNA 第2戦』（『RCCカープデーゲーム』のネット受け）が編成されたため休止。
  - 12月24日 - 『第49回ラジオ・チャリティー・ミュージックソン』（12:00 - 翌12:00）が編成されたため休止。
  - 12月31日 - 年末特番として『コトブキツカサの2023年映画界総決算』（14:00 - 15:00）が編成されたため休止。
- 2024年
  - 2月4日・9月1日・10月27日・12月15日 - ニッポン放送スペシャルウィークに伴う特別編成に伴い、『日曜のへそ』を中断なしで放送したため休止。
  - 3月31日 - 『ショウアップナイタースペシャル セ・リーグ開幕カード 巨人×阪神』が編成されたため休止。
  - 4月14日 - 『ショウアップナイタースペシャル セ・リーグ公式戦 巨人×広島』が編成されたため休止。
  - 4月21日 - 『ショウアップナイタースペシャル セ・リーグ公式戦 広島×巨人』が編成されたため休止。
  - 6月16日 - 『ショウアップナイタースペシャル セ・パ交流戦 日本ハム×巨人』が編成されたため休止。
  - 10月13日 - 『ショウアップナイタースペシャル セ・リーグクライマックスシリーズ ファーストステージ 阪神×DeNA 第2戦』（『MBSベースボールパーク』のネット受け）が編成されたため休止。
- 2024年
  - 2月9日 - ニッポン放送スペシャルウィークに伴う特別編成に伴い、『日曜のへそ』を中断なしで放送したため休止。
  - 3月30日 - 『ショウアップナイタースペシャル セ・リーグ開幕カード 巨人×ヤクルト』が編成されたため休止。これに伴い『日曜のへそ』の中断番組としての放送は前週の3月23日が最後となった。
  - 4月27日 - 『ショウアップナイタースペシャル セ・リーグ公式戦 阪神×巨人』が編成され、『日曜のへそ』が短縮されたためコーナー休止。
  - 6月15日 - 『ショウアップナイタースペシャル セ・パ交流戦 オリックス×巨人』が編成され、『日曜のへそ』が短縮されたためコーナー休止。

### 過去
レギュラー化以降に放送された特別番組
- 2024年3月8日（金） 19:00 - 21:30（『新内眞衣のSDGs MAGAZINE 増刊号』と題して、『鶴光の噂のゴールデンリクエスト』19時台以降を差し替えて放送。21:00まではNRN全国ネット。ネット局は同番組の項を参照）